# Kypello Kyprou 2020-2021
La Kypello Kyprou 2020-2021 è stata la 79ª edizione della coppa nazionale cipriota, iniziata il 16 settembre 2020 e terminata il 15 maggio 2021. L'Anorthōsis ha conquistato il trofeo per l'undicesima volta nella sua storia.

## Primo turno
Partecipano a questo turno 23 squadre: 13 squadre della B' Katīgoria e 10 squadre della A' Katīgoria che non partecipano alle competizioni europee. Il sorteggio è stato effettuato il 3 settembre 2020. L'EN Paralimni ha ricevuto un bye e passa al secondo turno.
| 16 settembre 2020  |        |                      |
| AEL Limassol       | 5 – 0  | Omonia Psevda        |
| Agia Napa          | 1 – 5  | Pafos                |
| Karmiōtissa        | 4 – 0  | EN ThOΪ Lakatamia    |
| Nea Salamis        | 4 – 1  | Achyronas Liopetriou |
| PAEEK Kerynias     | 2 – 1  | Doxa Katōkopias      |
| 23 settembre 2020  |        |                      |
| Ermīs Aradippou    | 3 – 0  | Akritas Chlōrakas    |
| Kouris Erimis      | 0 – 11 | AEK Larnaca          |
| Olympiakos Nicosia | 4 – 0  | Xylotymbou           |
| 8 ottobre 2020     |        |                      |
| Alkī Oroklini      | 4 – 0  | Ypsonas              |
| Digenīs Morphou    | 1 – 3  | Onīsilos Sōtīra      |
| 21 ottobre 2020    |        |                      |
| Arīs Limassol      | 1 – 4  | Ethnikos Achnas      |

### Partita aggiuntiva
| 28 ottobre 2020 |       |       |
| PAEEK Kerynias  | 0 – 4 | APOEL |

## Secondo turno
A questo turno partecipano le 11 squadre vincenti il primo turno, l'EN Paralimni (ha ricevuto un bye) e quattro squadre della A' Katīgoria che partecipano alle competizioni europee (Anorthōsis, APOEL, Apollōn Limassol), ad eccezione dell'Omonia che entra al turno successivo.
| 28 ottobre 2020  |       |                    |
| Onīsilos Sōtīra  | 0 – 2 | Karmiōtissa        |
| 4 novembre 2020  |       |                    |
| EN Paralimni     | 0 – 2 | Olympiakos Nicosia |
| Anorthōsis       | 1 – 0 | Pafos              |
| 25 novembre 2020 |       |                    |
| AEK Larnaca      | 0 – 2 | AEL Limassol       |
| Ermīs Aradippou  | 1 – 2 | Nea Salamis        |
| 16 dicembre 2020 |       |                    |
| Alkī Oroklini    | 1 – 2 | Ethnikos Achnas    |
| 20 gennaio 2021  |       |                    |
| APOEL            | 2 – 1 | Apollōn Limassol   |

## Quarti di finale
| Squadra 1                        | Totale | Squadra 2          | Andata | Ritorno |
| -------------------------------- | ------ | ------------------ | ------ | ------- |
| 24 febbraio 2021 / 10 marzo 2021 |        |                    |        |         |
| Karmiōtissa                      | 2 – 7  | Anorthōsis         | 1 – 2  | 1 – 5   |
| APOEL                            | 2 – 1  | Omonia             | 1 – 1  | 1 – 0   |
| 3 marzo 2021 / 17 marzo 2021     |        |                    |        |         |
| AEL Limassol                     | 2 – 1  | Nea Salamis        | 2 – 0  | 0 – 1   |
| Ethnikos Achnas                  | 1 – 2  | Olympiakos Nicosia | 1 – 1  | 0 – 1   |

## Semifinali
| Squadra 1                       | Totale | Squadra 2    | Andata | Ritorno |
| ------------------------------- | ------ | ------------ | ------ | ------- |
| 14 aprile 2021 / 21 aprile 2021 |        |              |        |         |
| Anorthōsis                      | 4 – 1  | APOEL        | 1 – 0  | 3 – 1   |
| Olympiakos Nicosia              | 5 – 2  | AEL Limassol | 4 – 2  | 1 – 0   |

## Finale
| Arbitro: | Ovidiu Hațegan |

|                             |           |           |
| Artymatas 59’ Eloundou 110’ | Marcatori | 61’ Sarfo |